# SG Enger-Spenge
Die SG Enger-Spenge (offiziell: Schachgemeinschaft Enger-Spenge e. V.) ist ein Schachverein aus Enger im Kreis Herford.

## Geschichte
Der Verein wurde im Jahre 1947 gegründet und hat, auch wenn der Name der Nachbarstadt Spenge im Vereinsnamen genannt wird, seinen Sitz in Enger. Der Mannschaft gelang im Jahre 1979 der Aufstieg in die seinerzeit viergleisige Bundesliga. Als Sechster der Gruppe West wurde die Qualifikation für ab 1980 eingleisige Bundesliga verpasst und die SG Enger-Spenge spielte in der neugeschaffenen 2. Bundesliga weiter. Im Jahre 1982 wurde die SG Enger-Spenge Meister der 2. Bundesliga West und kehrte in die Bundesliga zurück. Dort wurde die Mannschaft in der Saison 1982/83 Achter. und in der folgenden Saison 1983/84 sogar Dritter. In der Saison 1984/85 wurden die Engeraner nur Vorletzter und stiegen ab. In der Saison 1986/87 spielte die Mannschaft noch einmal in der Bundesliga, musste aber als Tabellenletzter direkt wieder absteigen. In der Saison 2021/22 spielte die SG Enger-Spenge in der Verbandsliga.

## Persönlichkeiten
- Christian Clemens
- Johannes Eising
- Jürgen Fleck
- Lev Gutman
- Jānis Klovāns
- Māris Krakops
- Uwe Kunsztowicz
- Adrian Mihalčišin
- Peter Ostermeyer
- Karl-Heinz Podzielny
- Nigel Short
- Jan Smejkal